# Cottonwood (Arizona)
Cottonwood város az USA Arizona államában, Yavapai megyében. Lakosainak száma 12 029 fő (2020. április 1.).

## Népesség
A település népességének változása:

| 2010 | 11 265 |
| 2020 | 12 029 |